# Meteor (Automarke, Ohio)
Meteor war eine US-amerikanische Automobilmarke. Der Hersteller hieß Meteor Motor Car Company, wurde von Maurice Wolfe gegründet und war von 1914 bis 1930 in Piqua in Ohio ansässig.

## Geschichte
Wolfe, der bereits Erfahrung im Automobilgeschäft gesammelt hatte, kaufte die Clark Motor Car Company in Shelbyville (Indiana) auf, benannte die Firma in Meteor Motor Car Company um und verlegte sie nach Piqua. Ab 1914 wurden zunächst einzelne Fahrgestelle für Leichenwagen gefertigt, ein Geschäft, dem Wolfe in den folgenden Jahrzehnten stets treu blieb. Ab 1915 baute er auch Personenwagen, die als Roadster und Tourenwagen verfügbar waren. Die Sechszylinder-Reihenmotoren wurden von Continental und Model zugeliefert.
1916 war sogar ein Wagen mit V12-Motor von der Weidely Motors Company im Angebot, wobei aber nicht sicher ist, ob und wie viele Exemplare hergestellt wurden. Von 1917 bis 1930 fertigte Wolfe auf Bestellung das Meteor Custom Pleasure Car, einen Luxuswagen mit Sechszylindermotor.
Dann wurde sein Unternehmen von der Divco-Wayne Corporation übernommen, die noch bis 1979 Leichenwagen produzierte.